# Östersunds distrikt
Östersunds distrikt är ett distrikt i Östersunds kommun och Jämtlands län. Distriktet ligger i och omkring Östersund i mellersta Jämtland och är landskapets såväl som länets befolkningsmässigt största distrikt. 

## Tidigare administrativ tillhörighet
Distriktet inrättades 2016 och utgörs av det området som Östersunds stad omfattade före 1971.
Området motsvarar den omfattning Östersunds församling hade 1999/2000 och fick 1954.

## Tätorter och småorter
I Östersunds distrikt finns en tätort men inga småorter.

### Tätorter
- Östersund (del av)